# ママ・マルシェ
ママ・マルシェは、北海道テレビにて金曜日09:55 - 10:25（JST・以下同）に放送されていた情報番組。2015年4月3日放送開始。
本項では、2009年7月1日から2011年3月10日まで放送された前々身番組『情報サプリ!』（じょうほうサプリ!）と2011年4月1日から2015年3月27日まで放送された前身番組『情報マルシェ!』（じょうほうマルシェ!）と2018年9月21日から2020年3月27日まで放送された後継番組『情報ビュッフェ』についても詳述する。

## 略歴・概要
2009年7月1日『情報サプリ!』放送開始。放送時間は水曜日と木曜日の10:50 - 11:20。メインパーソナリティを務めた遠藤雅也は同年3月まで出演していた『おはよう天気HTB』から約3か月のブランクを経てのレギュラー番組となった。
2011年3月10日をもって情報サプリ!は終了し、2週間のブランクを経て同年4月1日より放送時間を金曜日9:55 - 10:25に移動し、『情報マルシェ!』に改題。メインMCが遠藤から柳田知秀に交代。吉田理恵が情報サプリから引き続き出演していたが、わずか1年後の2012年3月末で北海道テレビを退社により卒業し、佐藤麻美へと引き継がれた。同年7月27日の放送で佐藤は産休により一時降板し岸田彩加に交代したが、岸田が北海道テレビを離れたことにより2013年10月4日放送分から復帰している。
2014年4月4日から放送時間を11:00 - 11:30に変更する。これにより、金曜日に限り、『ワイド!スクランブル・第1部』（テレビ朝日制作）の11:30飛び乗りを継続する（月 - 木曜日はフルネットに変更される）。同年5月2日からは番組がリニューアルされ、メインMCが柳田から森さやかへ交代。なお、佐藤が編成部への異動が行われるため同年6月で卒業、2014年7月以降のMCは森が単独で務める。また、岸田がフリーアナウンサーの立場でリポーターとして番組に復帰したが、2015年3月27日放送分で終了し、岸田は卒業。同年4月3日放送分からは、番組内容をほぼ引き継いだ『ママ・マルシェ』に番組名変更されて再出発した。
さらに2018年10月改編で午後への枠移動と『情報ビュッフェ』として放送されている。
2019年4月5日から6月28日までは、15:57-16:00に『イチオシ!!3分前』を放送するのに伴って直後のドラマ再放送枠が3分繰り上がったため、当番組も3分短縮していたが、7月5日以降は『3分前』がなくなったため、再び元の時間に戻った。
2020年3月27日をもって終了となり、『情報サプリ!』時代から10年9か月放送されてきた情報番組シリーズは幕を閉じることとなった。以降、自社制作の情報番組は平日午前・午後からは撤退して朝の『イチモニ!』と夕方の『イチオシ!!』に集約される形となった（本番組終了と同時に『イチモニ!』の土曜版が拡張され、『イチオシ!!』も放送開始時刻を前倒ししている）。
なお、南九州ケーブルテレビネットで放送されている同系統番組『情報マルシェ きりしま』とは無関係であった。

## 出演者
森は北海道テレビアナウンサー。

### 情報ビュッフェ
- 森さやか（MC、2014年5月2日～）
- 高田まゆみ
- 上田あや（リポーター）
- 脇田唯（リポーター、2016年2月5日～）

## 過去の出演者
高田・上田・寺田・飯野を除き、いずれも北海道テレビアナウンサー（放送当時も含む）。

### 情報サプリ!
- 遠藤雅也（メインMC）
- 国井美佐[2]（水曜のみ、2009年7月～2010年3月、2010年10月～2011年3月）
- 石沢綾子[2]（木曜のみ、2009年7月～2010年3月）
- 小野優子[3]（水・木曜、2010年4月～9月）
- 吉田理恵（木曜のみ、2011年1月～3月）
- 高田まゆみ（リポーター）
- 飯野智行

### 情報マルシェ!
- 柳田知秀[4]（MC、2012年4月～2014年4月25日）
- 佐藤麻美（MC、2014年4月4日～6月27日[5]）
- 吉田理恵（情報サプリから続投。2012年3月30日まで）[4][6]
- 高田まゆみ（リポーター、情報サプリから続投。2014年6月で降板。）
- 岸田彩加（2012年8月3日～2015年3月27日）[4][6] - 2012年8月から2013年9月まで映画コーナー担当、末期はリポーター。
- 高橋麻美（リポーター、2014年7月4日～2015年3月27日）

### ママ・マルシェ
- 安藤こず恵（MC、2015年4月3日～）
- 越前谷玲奈（リポーター、2016年1月15日～）
- 寺田亜由菜（リポーター、2015年4月～12月18日）
- 広瀬彩花（リポーター）

### 備考
1. ↑  2018年9月21日・28日は9:55-10:25、2019年4月5日-6月28日は14:33-15:00。
2. 1 2  『おはよう天気HTB』とれたて中継コーナーと兼務（いずれも水曜日に出演）。
3. ↑  土曜昼に放送されていた『スキップ』から異動。
4. 1 2 3  『イチオシ!モーニング』と兼務（柳田は「朝刊ナビ」コーナー(月・火曜のみ)に出演、岸田はニュースコーナー(木・金・土曜のみ)を担当していた。また吉田は同番組の土曜日のキャスターを2011年4月から2012年3月まで担当していた）。
5. ↑  2012年4月6日～7月27日、2013年10月4日～2014年3月28日は、映画コーナー「マルシェdeシネマ」を担当。
6. 1 2  北海道テレビ退社により降板。

## 番組休止・変更
年末年始特番や別番組放送時は休止になったり、放送時間が繰り下がることがある。以下はその一例。
情報サプリ!
- 2009年12月30日：『スーパーモーニング年末スペシャル』のため休止。
- 2009年12月31日：さようなら森繁久彌さん追悼放送『知床 悠久の半島』のため休止。
- 2010年1月6日・7日：『賢コツ!!』（テレビ朝日制作番組の遅れネット）のため休止。
- 2010年12月29日：おは天スペシャル『めざすは野菜の金メダル!Qちゃんファームの1年間に完全密着』のため休止。
- 2010年12月30日：『FFFFF年末スペシャル』のため休止。
- 2011年1月5日：『「相棒 -劇場版Ⅱ-」公開記念・相棒×お願い!ランキング 相棒の全てがわかっちゃうぞSP』のため休止。
- 2011年1月6日：『新春!よしもと爆笑2011』（サンテレビ制作）のため休止。

情報マルシェ!
- 2011年12月30日：『FFFFF年末スペシャル』のため休止。
- 2012年1月6日：『絆～つなげよう心の輪音～ JOCシティコンサートin札幌』のため休止。
- 2012年12月28日：『FFFFF年末SP直前傑作選』のため休止。
- 2013年1月4日：『探検!秘境駅スペシャル2012秋』（再放送）のため休止。
- 2013年2月1日：『イチオシ!×FFFFF ファイターズキャンプインSP2013』のため、10:50 – 11:20に繰り下げ。
- 2014年1月3日：『新春!神ワザパフォーマー&集団行動&厳選お年玉トリハダ(秘)映像!6時間半SP』のため休止。
- 2015年1月2日：『無人島0円生活 特別編』のため休止。

ママ・マルシェ
- 2016年1月1日：『羽鳥慎一の開運!お騒がせ生新年会』のため休止。
- 2016年4月15日：前日に発生した熊本地震（前震）に伴うANN報道特別番組のため休止。
- 2016年12月30日：『イチオシ!ファイターズ 応援大使がやってきた!2016～咲かせましょう日本一の笑顔～』のため休止。
- 2017年12月29日：『ダイレクトテレショップ』のため休止。

### 情報ビュッフェ
- 2018年12月28日：『相席食堂』のため休止。
- 2019年1月4日：『ハッピー・リタイアメント』のため休止。
- 2019年5月17日：『空母いぶき公開記念特番 俳優たちの挑戦』のため休止。
- 2019年8月23日：『家事ヤロウ!!!』のため休止。
- 2019年12月27日：『ミュージックステーション ウルトラSUPERLIVE 2019』のため休止。
- 2020年1月3日：『相棒16 2時間スペシャル』のため休止。
- 2020年1月10・17日：『人生の楽園』のため休止。
- 2020年3月20日：『イチオシ!!ファイターズ 埼玉西武 対 北海道日本ハムファイターズ』のため、翌週の3月23日（月曜日）に振り替えて放送。
- 2020年3月27日：『やすらぎの刻～道』最終回拡大のため、25分繰り下げて14:58-15:28に放送。

## 関連番組
- ひるパラくらぶ思うツボ! - 1996年3月から1997年3月まで平日10:50 - 11:40に放送されていた番組。